# Cartago Nova
Cartago Nova es el nombre de la ciudad de Cartagena desde la conquista romana hasta la dominación bizantina en el siglo VI d. C., cuando cambió su nombre por el de Carthago Spartaria.

## Historia

### Origen

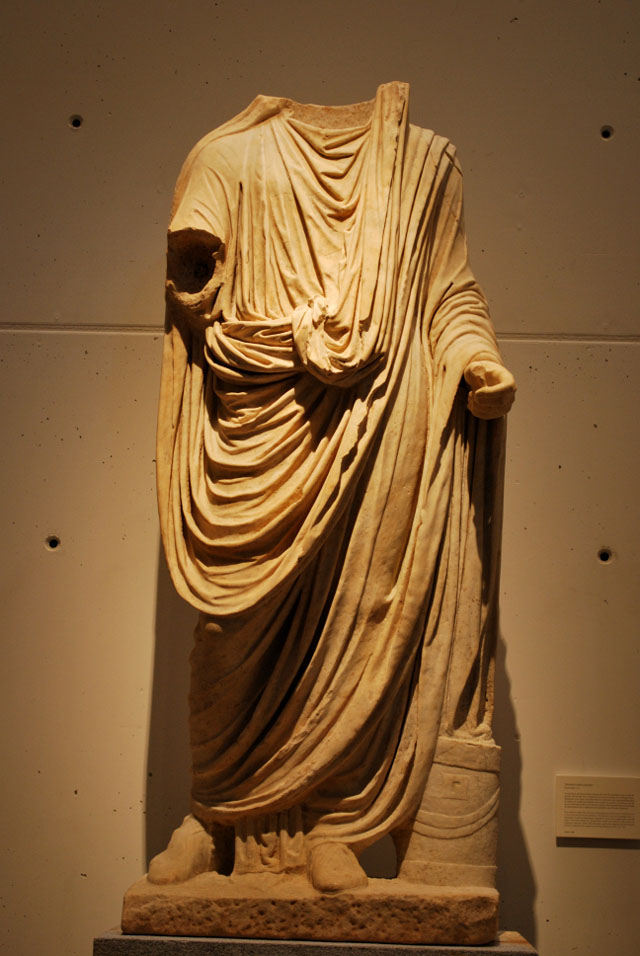
Augusto togado. Museo del Teatro Romano.

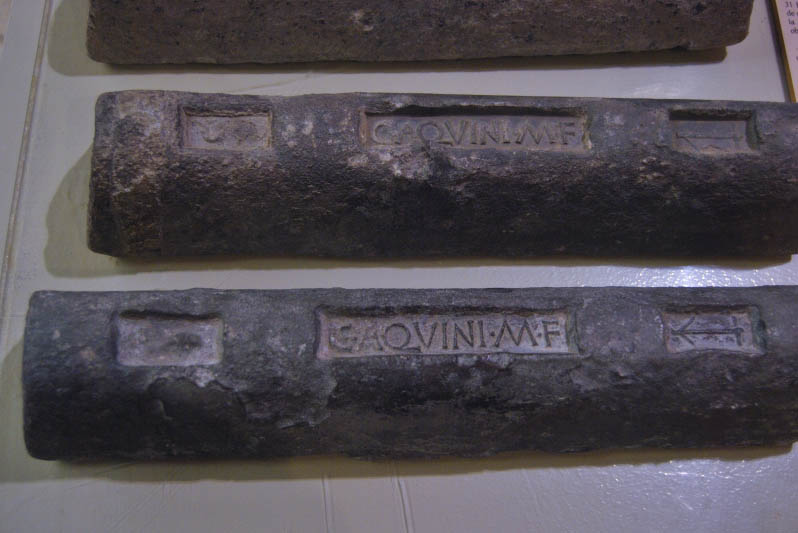
Lingotes de plomo procedentes de las minas de Cartago Nova.

Cartago Nova fue fundada alrededor del año 227 a. C. con el nombre de Qart Hadasht (Ciudad Nueva) por el general cartaginés Asdrúbal el Bello, yerno y sucesor del general Amílcar Barca, padre de Aníbal. Cartago Nova es la más importante de las ciudades de la península, debido a una posición fuerte y una muralla bien construida, y está provista de puertos, lagunas y minas de plata. En Cartago Nova y en las ciudades circundantes existe el salazón en abundancia, y es el principal emporio para las mercancías que vienen del mar destinadas a los habitantes del interior, y para los productos del interior destinados a los extranjeros.
Parece sin embargo que la ciudad no fue fundada ex novo, sino que se hizo sobre un asentamiento anterior ibérico o tartésico. Hay constancia de intercambios comerciales con los fenicios desde el siglo VIII a. C. a lo largo de toda la costa. Además, tradicionalmente se ha asociado Cartagena con la ciudad de Mastia mencionada por el poeta grecolatino Avieno en la obra llamada Ora maritima (que recoge las noticias más antiguas conservadas sobre la península ibérica), y también citada en el segundo tratado romano-cartaginés en el año 348 a. C. como Mastia Tarseion (Mastia de los Tartesios). 
Toda la actual costa de Cartagena y Mazarrón era extraordinariamente codiciada en la Antigüedad por sus importantes yacimientos minerales de plomo, plata, cinc y otros minerales. La explotación y comercialización de minerales de las minas de Cartagena y Mazarrón está documentada desde tiempos de los fenicios.
Tras la primera guerra púnica, los cartagineses pierden su principal dominio del Mediterráneo: la isla de Sicilia. El único general invicto de este enfrentamiento con los romanos, Amílcar Barca, marcha a la península ibérica con la intención de formar un dominio personal de los Bárcidas —de los que era cabeza— separado, en cierto grado, del control del Senado de Cartago; convirtiendo a Cartago Nova en el centro de sus operaciones militares y permitiéndole el control de las riquezas mineras del sureste de la península. Tras la muerte de Amílcar en un enfrentamiento con tribus hispánicas su hijo Aníbal ocupa su puesto, con la intención de preparar un ejército lo suficientemente poderoso para enfrentarse a los romanos. Qart Hadasht es así la principal ciudad de los cartagineses en España. De ella partió Aníbal, con los elefantes, en su célebre expedición a Italia; que le llevaría a cruzar los Alpes, al comenzar la segunda guerra púnica en el año 218 a. C.

### Conquista romana y periodo republicano

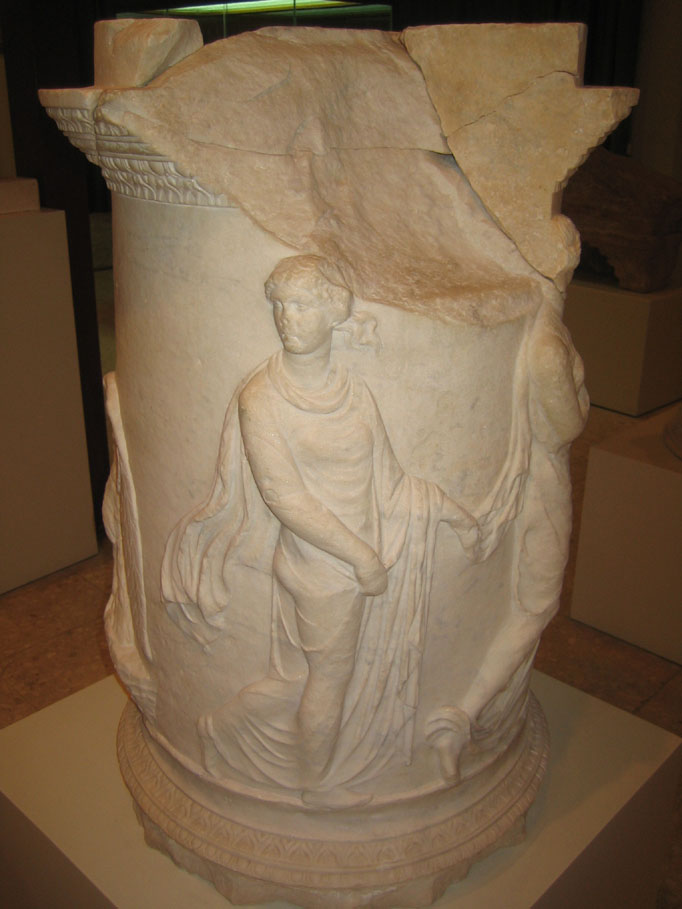
Altar de Júpiter encontrado en el teatro romano. Museo del Teatro Romano.

Sin duda, el primer interés de Roma en Hispania fue extraer provecho de sus legendarias riquezas minerales, entre las que se encontraban muy especialmente los yacimientos minerales de la sierra minera de Cartagena y Mazarrón, en manos de Cartago.
El general romano Escipión el Africano toma Qart Hadasht en el año 209 a. C., rebautizándola con el nombre de Cartago Nova en calidad de civitas stipendaria (comunidad tributaria), posteriormente recibirá los derechos latinos bajo Julio César y se volverá colonia de derecho romano en el año 44 a. C. El asentamiento llegaría a convertirse en una de las ciudades romanas más importantes de Hispania. 
La ciudad se encontraba administrativamente dentro de la provincia de Hispania Citerior.

### Alto Imperio
El esplendor romano de la ciudad de Cartago Nova se basaba fundamentalmente en la explotación de las minas de  plata y plomo de la sierra minera de Cartagena-La Unión. En los alrededores de Cartagena y Mazarrón se venía extrayendo mineral desde tiempos de los fenicios, y Roma continuó con la explotación de las minas extrayendo mineral en grandes cantidades, haciendo trabajar en ellas a un número de esclavos cuya cifra oscilaba alrededor de los 40 000.
En el año 44 a. C. la ciudad recibiría el título de colonia bajo la denominación de Colonia Vrbs Iulia Nova Carthago (C.V.I.N.C), formada por ciudadanos de derecho romano.
Augusto en 27 a. C. decidió reorganizar Hispania, de manera que la ciudad fue incluida en la nueva provincia imperial Hispania Tarraconensis.
De la época republicana se conservaba en la ciudad un anfiteatro romano. Sin embargo, es durante el mandato de Augusto, cuando la ciudad fue sometida a un ambicioso programa de urbanización y monumentalización, que incluyó, entre otras intervenciones urbanísticas, la construcción de un impresionante teatro romano y un foro de grandes dimensiones.
Entre los mandatos de Tiberio y Claudio, la Tarraconensis fue dividida en siete conventos jurídicos, siendo uno de estos el Conventus Iuridicus Carthaginensis cuya capital se encontraba en la ciudad.
A partir del siglo II, al igual que ocurre con otras ciudades de Hispania, se produce un lento declive económico y demográfico en la ciudad que hace que todo el sector oriental de la ciudad quede abandonado, incluyendo el foro construido en época de Augusto, quedando la ciudad reducida al sector que va desde el cerro de la Concepción a El Molinete. Una de las causas del declive de la ciudad parece que se encuentra en el agotamiento de la explotación minera.

#### Véase
- Edicto de Latinidad de Vespasiano

### Bajo Imperio: creación de la provincia Cartaginense

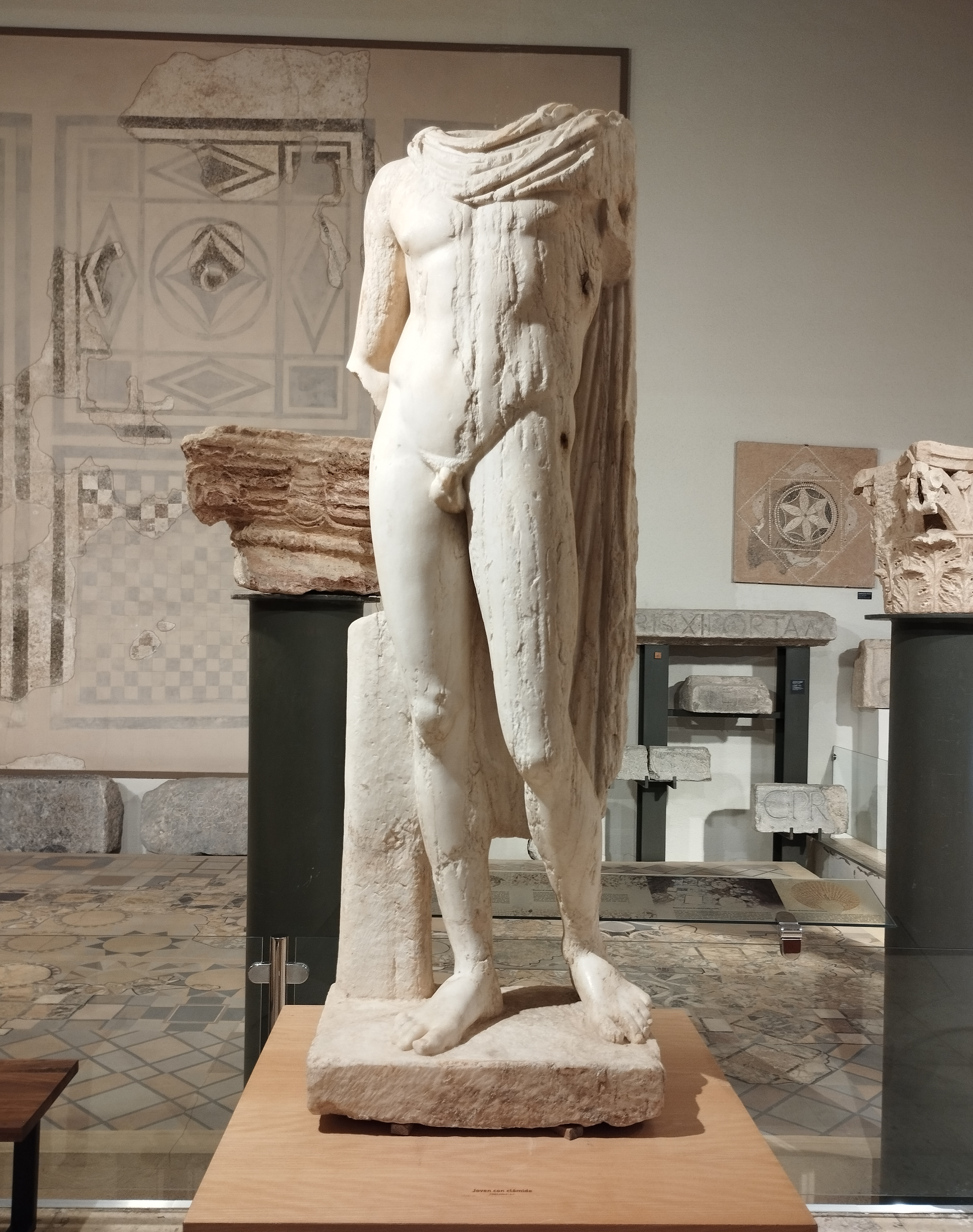
Joven con clámide procedente del foro romano. Museo Arqueológico de Cartagena

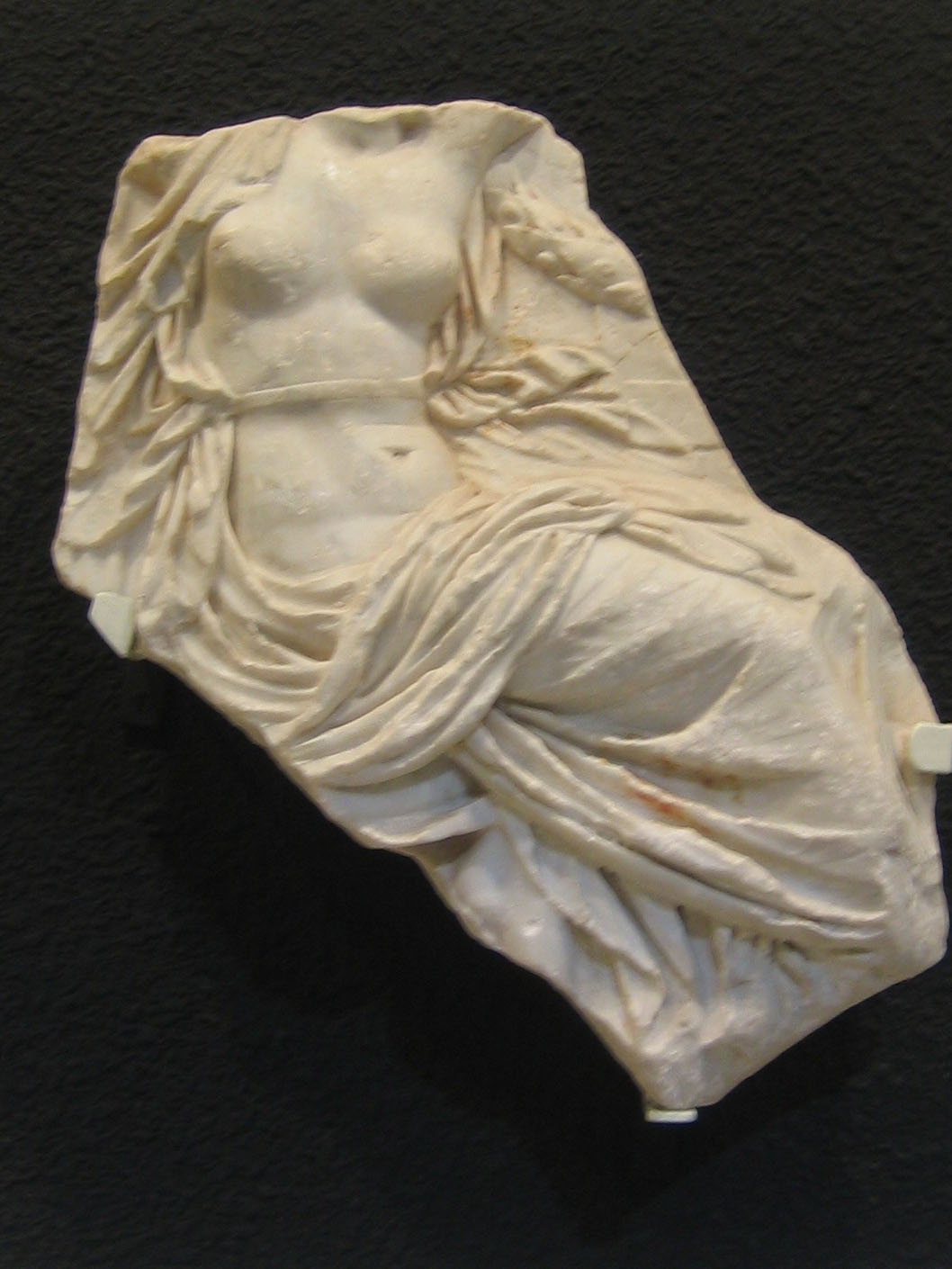
Rea Silvia. Museo del Teatro Romano

Este declive se vio frenado cuando en el año 298, el emperador Diocleciano dividió la Tarraconense en tres provincias, y constituyó la provincia romana Carthaginensis, estableciendo la capital en la ciudad de Cartagena.
Una gran parte del sector oriental de la ciudad fue reurbanizado empleando para ello materiales procedentes de los edificios construidos durante el mandato de Augusto, como ocurrió con el mercado monumental construido sobre los restos del teatro romano aprovechando materiales de este, o las termas de la calle Honda. 
La actividad comercial de la ciudad se reorienta a la fabricación del garum, salsa de pasta de pescado fermentada, de la que se han encontrado numerosos restos de explotaciones por toda la costa. Un ejemplo del cambio de actividad económica de la minería a la fabricación de garum se da en la villa romana del Paturro. 
Hacia el 425, la ciudad fue asolada y saqueada por los vándalos antes de pasar estos a África.
La ciudad debió reponerse del ataque vándalo de alguna manera, pues en 461, el emperador Mayoriano reunió en la ciudad una flota de 45 barcos con la intención de invadir y recuperar para el Imperio el Reino vándalo del norte de África. La batalla de Cartagena se saldó con una gran derrota de la armada romana, que fue totalmente destruida.

### Antigüedad tardía
Tras haber sido saqueada por los vándalos hacia 439, y tras la caída del Imperio romano de Occidente en 476, la ciudad pasó a poder visigodo, aunque manteniendo una población fuertemente romanizada. En el marco de las guerras civiles visigodas, a mitad del siglo VI una facción pidió ayuda al emperador bizantino Justiniano I, quien, tras una corta campaña, conquistó una franja importante del sur de España y convirtió la ciudad en capital de la provincia de Spania con el nombre de Carthago Spartaria, y el obispado de Cartagena se convirtió en sede metropolitana.

## Arqueología

### Yacimientos
- Anfiteatro romano. De época republicana, se encuentra bajo la actual plaza de toros. Se puede ver muy parcialmente parte de las estructuras. En 2009 se está procediendo a su excavación y musealización.
- Augusteum y foro romano. Edificio romano sede de los sacerdotes dedicados al culto del emperador. Siglo I d. C.
- Canteras romanas.
- Casa de la Fortuna. Vivienda romana del siglo I a. C. Destacan sus pinturas murales y mosaicos.
- Barrio y museo del foro romano. Conjunto de edificios romanos descubiertos en 1968. Es visitable un tramo de calzada, el decumano máximo de la ciudad, parte de unas termas bajoimperiales, un edificio colegial y un santuario dedicado a la diosa Isis. Para otoño de 2020 está prevista la apertura del nuevo museo del foro romano de Cartago Nova.
- Teatro romano. Descubierto en octubre de 1988, uno de los más grandes de la Hispania romana.
- Torre Ciega. Monumento funerario romano del siglo I d. C. Llamada así por carecer de vanos.
- Villa romana del Paturro. En Portmán.

### Museos
La mayor parte de los restos arqueológicos relacionados con Cartago Nova se encuentran en alguno de estos museos:
- Museo Arqueológico Municipal.
- Museo Nacional de Arqueología Subacuática.
- Museo del Teatro Romano. Inaugurado en 2008.
- Museo Foro Romano Molinete.Inaugurado en 2021.
- Museo Arqueológico de La Unión. En el pueblo de Portmán.